# Casa Parravicini
Casa Parravicini è un edificio storico di Milano situato in via Cino del Duca n. 4.

## Storia e descrizione
La piccola palazzina, costruita nel XV secolo e rimasta nell'aspetto esterno pressoché immutata, è una delle più antiche case di Milano. Impostato su soli due piani, l'edificio ha una facciata con mattoni in laterizio a vista con strutture decorative in terracotta: il portale d'ingresso è a sesto acuto con archivolto decorato da rosette, mentre le finestre del piano rialzato presentano una leggera strombatura e cornici decorate da cordoni.